# U-Bahnhof Garibaldi FS
Der U-Bahnhof Garibaldi FS (Verkürzung von „Garibaldi Ferrovie dello Stato“) ist ein unterirdischer Bahnhof der U-Bahn Mailand. Er befindet sich unter dem gleichnamigen Bahnhof.

## Geschichte
Der Bahnhof der Linie M2 wurde am 12. Juli 1971 als provisorische Endstation in Betrieb genommen.
Erst sieben Jahre später, am 3. März 1978, konnte die Verlängerung bis zum U-Bahnhof Cadorna FN eröffnet werden.

## Anbindung
| Linie | Verlauf |
| ----- | --- |
|       | Cologno Nord – Cologno Centro – Cologno Sud – Gessate – Cascina Antonietta – Gorgonzola – Villa Pompea – Bussero – Cassina de’ Pecchi – Villa Fiorita – Cernusco sul Naviglio – Cascina Burrona – Vimodrone – Cascina Gobba – Crescenzago – Cimiano – Udine – Lambrate FS – Piola – Loreto – Caiazzo – Centrale FS – Gioia – Garibaldi FS – Moscova – Lanza – Cadorna FN – Sant’Ambrogio – Sant’Agostino – Porta Genova FS – Romolo – Famagosta – Abbiategrasso – Assago Milanofiori Nord – Assago Milanofiori Forum |
|       | Bignami – Ponale – Bicocca – Ca’ Granda – Istria – Marche – Zara – Isola – Garibaldi FS – Cenisio – Domodossola FN – Portello – Lotto – Segesta – San Siro Ippodromo – San Siro Stadio |